# Williston Highlands
Williston Highlands es un lugar designado por el censo ubicado en el condado de Levy en el estado estadounidense de Florida. En el Censo de 2010 tenía una población de 2.275 habitantes y una densidad poblacional de 77,61 personas por km².

## Geografía
Williston Highlands se encuentra ubicado en las coordenadas 29°20′1″N 82°32′8″O / 29.33361, -82.53556. Según la Oficina del Censo de los Estados Unidos, Williston Highlands tiene una superficie total de 29.31 km², de la cual 29.31 km² corresponden a tierra firme y (0%) 0 km² es agua.

## Demografía
Según el censo de 2010, había 2.275 personas residiendo en Williston Highlands. La densidad de población era de 77,61 hab./km². De los 2.275 habitantes, Williston Highlands estaba compuesto por el 92.48% blancos, el 3.96% eran afroamericanos, el 0.44% eran amerindios, el 0% eran asiáticos, el 0.04% eran isleños del Pacífico, el 1.76% eran de otras razas y el 1.32% pertenecían a dos o más razas. Del total de la población el 6.81% eran hispanos o latinos de cualquier raza.